# Phare de Fort Pickering
Le phare de Fort Pickering (en anglais : Fort Pickering Light) est un phare actif situé à l'entrée nord du port de Salem dans le Comté d'Essex (État du Massachusetts).
Il est inscrit au Registre national des lieux historiques depuis le 14 avril 1994 .

## Histoire
Winter Island (en) est une île reliée par une chaussée à la péninsule de Salem Neck, à Salem. D'une superficie d'environ 18 hectares, elle compte une douzaine de résidences à l'extrémité nord et une route, Winter Island Road. Une partie de l'île est constitué du parc marin de Winter Island. L'île entière a été ajoutée au registre national des lieux historiques en tant que district historique et district archéologique de Winter Island en 1994.
Un phare a été construit en 1871 devant le fort Pickering (en), un fort du XVIIe siècle. Il a été désactivé par la Garde côtière en 1969. Il a été rallumé en tant qu'aide privée à la navigation par la ville de Salem en 1983. Fort Pickering Light Association en a assuré la restauration en 1999 et il est géré par la Winter Island Marine Park .

## Description
Le phare  est une tour conique en fonte, avec une galerie et une lanterne de 9,5 m de haut. La tour est peinte en blanc et la lanterne est noire. Il émet, à une hauteur focale de 8,5 m, un bref éclat blanc de 0,4 seconde par période de 4 secondes. Sa portée n'est pas connue.

## Caractéristiques dufeu maritime
Fréquence : 4 secondes (W)
- Lumière : 0,4 seconde
- Obscurité : 3,6 secondes

Identifiant : ARLHS : USA-901 ; USCG : 1-10090 - Amirauté : J0294 .
|          |
| Le phare |

|          |
| Le phare |

### Lien connexe
- Liste des phares du Massachusetts